# Gary Locke
Gary Faye Locke (* 21. ledna 1950 Seattle, Washington) je americký politik, od srpna 2011 velvyslanec USA v Číně.
Locke je bývalý ministr obchodu USA a guvernér státu Washington. Jako čínský Američan se stal historicky prvním a dosud jediným guvernérem v zemi.